# Гигантски библис
Гигантският библис (Byblis gigantea) е вид разклонен многогодишен храст от семейство Библисови (Byblidaceae). Достига до 45 cm на височина. Цъфти от септември до декември или януари с розови, розово-лилави, или бели цветове. Семената му са много интересни тъй като имат дълбоки вдлъбнатинки и са светлокафяви на цвят.

## Разпространение
Обитава торфени блата или сезонно влажни места. Този вид е застрашен и се среща само в Западна Австралия.